# Merghindeal
Merghindeal (in ungherese Morgonda, in tedesco Mergenthal o Marienthal) è un comune della Romania di 1277 abitanti, ubicato nel distretto di Sibiu, nella regione storica della Transilvania. 
Il comune è formato dall'unione di 2 villaggi: Dealu Frumos e Merghindeal.
Il monumento principale del comune è il Tempio fortificato: si tratta di un edificio costruite alla fine del XIII secolo e fortificato nel XV secolo. Aspetto caratteristico del tempio sono le due torri di altezza analoga costruite sopra le due estremità, delle quali quella che sovrasta il coro è probabilmente la più recente.

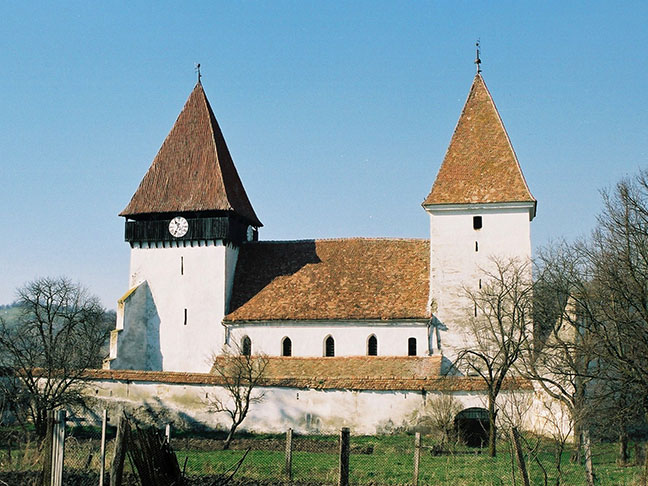
Il Tempio fortificato di Merghindeal